# 郡山市立安積中学校
郡山市立安積中学校（こおりやましりつ あさかちゅうがっこう）は、福島県郡山市にある公立中学校。

## 沿革
- 1947年 - 永盛町立永盛中学校として開校。
- 1954年 - 町村合併により、安積町立第一中学校に改称。
- 1959年 - 安積町立安積第二中学校を統合するとともに、安積町立安積中学校に改称。
- 1965年 - 現校名に改称。
- 1988年 - 生徒数の増加に伴い郡山市立安積第二中学校が新設され、安積第二・第三小学校学区の生徒が移行。安積第一小学校・永盛小学校学区の生徒は引き続き当校へ通学している。
- 2007年 - 開校60周年を迎える。
- 2017年 - 開校70周年を迎える。

## 通学区域
郡山市立安積第一小学校の通学区域 
- 安積一丁目、安積二丁目、南二丁目、成山町、安積町長久保一丁目、安積町長久保二丁目、安積町笹川（字西河原、字西長久保）
- 安積町荒井
  - 字北千保、字南千保、字方八丁、字撫子、字撫子東、字人星段、字梅田前、字戸蘭塔、字外川原、字馬放場、字畑田、字撫子前、字八雲、字加正、字東屋敷、字田中屋敷、字明道、字神明、字田向、字館東屋敷、字寺ノ後、字洞田、字北屋敷、字荒井、字遠所、字橋郎治、字漆方、字東前田、字三入分、字北田、字水神前、字大根畑、字下権現、字下北井前、字河葉池、字年柄、字弁天、字上屋敷、字石樋、字山ノ神、字大欠、字東堅川、字打登喜、字林ノ越、字上北井前、字東北井、字西堅川、字赤坂、字茸谷地、字西原、字安倍（※5番地の122を除く）、字西北井、字北大部、字南大部、字丈部内、字念仏段、字六角田、字清水台、字久保畑、字茂平、字羽前場、字母田、字上荒井田、字麦清水、字縫田、字神送段、字大池下、字細子、字北井後、字十九夜、字雁股（※4番地の6、8番地の21〜130、61番地の12〜25、61番地の30、71番地の30を除く）、字南赤坂、字東北井山、字下権現山、字西原山、字庚段（※20番地〜38番地）、字道場

郡山市立永盛小学校の通学区域の一部
- 笹川一丁目、笹川二丁目、笹川三丁目
- 安積町笹川
- 安積町日出山（三丁目、四丁目）
- 安積町日出山（字大洲河原、字神明下、字一本松を除く区域）[注 1]

郡山市立柴宮小学校の通学区域の一部
- 安積町荒井
  - 字安倍、字雁股、字太夫場加、字北鎗ケ池、字鎗ケ池、字北巳六段、字雷神山、字巳六段
  - 字大池（※34番地、58番地〜62番地）[1]